# 김광현 (조선)
김광현(金光炫, 1584년 ~ 1647년)은 조선 중기의 문신이자 서예가로 자는 회여(晦汝), 호는 수북(水北), 본관은 본관은 안동(安東). 우의정 김상용의 아들이자 김상관, 김상헌 형제의 조카이며 김수증, 김수항, 김수흥 형제의 아버지인 김광찬의 사촌형이다. 인조의 장남인 소현세자의 둘째 처남인 강문명이 그의 사위이고, 차남인 효종의 장모 영가부부인 김씨가 그의 누이이다. 또한 그의 손녀 사위는 인조의 처남인 조윤석으로 인조와 밀접한 인척 관계에 있었다.

## 생애
1625년 정시문과에 병과로 급제하고, 홍문관정자(正字)와 수찬 등을 지냈다. 1627년 후금의 침략으로 정묘호란이 발생하자 이조판서 심열(沈悅)의 종사관에 임명되었다. 1634년, 인조가 이미 대원군으로 추존하였던 아버지 정원군을 다시 왕으로 추존하는 사친추숭(私親追崇)을 추진하려 하자 당시 부제학이었던 김광현은 사친추숭에 찬성하던 대사간 유백증(兪伯曾)의 주장의 오류를 지적하고 탄핵하였다가, 인조의 노여움을 얻어 삭탈관직 당하고 함경도의 삼수로 유배되었다. 다음해인 1635년 천재지변이 발생하자 특별히 사면을 받고 풀려났다.
1637년 12월 병자호란 때 김상헌, 김광찬 등과 함께 인조를 모시고 남한산성 피난길에 호종하였다. 이때 강화도가 함락되어 아버지 김상용이 분신자결하였다. 그 뒤 복상으로 충청도 홍주(洪州)에 내려갔으며, 호종(扈從)의 공으로 사간원대사간에 임명되었으나 사퇴하였다. 이후 각종 공문서에 청나라 연호가 적힌 문서에는 서명하지 않았다 한다.
뒤에 청주목사로 부임했으며, 승진하여 이조참판으로 복귀했다. 그러나 소현세자 독살사건과, 이어 민회빈 강씨가 역모를 꾸민다는 고변으로 강빈옥사가 발생, 1646년 민회빈 강씨는 사사되고 세 아들은 귀양갔다. 이때 그의 사위인 강문명(姜文明)은 민회빈 강씨의 친오빠인 관계로 이조참판에서 순천부사로 좌천되었으며, 1647년 순천에서 울분 끝에 향년 63세로 세상을 떠났다.
글씨에 능하였는데 주로 전서·해서를 잘 지었다. 작품으로는 《홍양청난비》(洪陽淸難碑), 《민기신도비》(閔箕神道碑), 《영상이탁묘비》(領相李鐸墓碑) 등을 지었다. 문집으로는 《수북유고》가 있다.

## 가계[7]
- 조부 : 김극효(金克孝, 1542 ~ 1618)
- 조모 : 정말정(鄭末貞, 1542 ~ ?)[8]
  - 부친 : 김상용(金尙容, 1561 ~ 1637)
- 외조부 : 권개(權愷)
  - 모친 : 안동 권씨
    - 형 : 김광경(金光烱, 1577 ~ ?)
    - 형 : 김광환(金光煥, 1579 ~ 1642)
    - 누나 : 김정순(金正順, 1582 ~ ?)
    - 여동생 : 영가부부인 김이순(永嘉府夫人 金二順, 1587 ~ 1654)[9]
    - 여동생 : 김계순(金季順, 1590 ~ ?)

  - 서모 : 김종생(金終生, 1583 ~ ?) - 김계휘의 서차녀
    - 이복 남동생 : 김광소(金光熽, 1597 ~ ?)[10]
    - 이복 여동생 : 김계영(金桂英, 1617 ~ ?)
    - 이복 여동생 : 김완(金婉, 1622 ~ ?)
    - 이복 여동생 : 김만(金晚, 1628 ~ ?)
    - 이복 여동생 : 김계만(金季晚, 1633 ~ ?)
    - 이복 남동생 : 김수장(金壽長, 1642 ~ ?)
    - 정부인 : 심률(沈慄)의 딸 청송 심씨
      - 장녀 : 김진영(金震英, 1601 ~ ?)
      - 사위 : 임천 조씨 조석형(趙錫馨, 1598 ~ 1656)
        - 외손자 : 조경망(趙景望, 1629 ~ 1694)
        - 외손자 : 조경창(趙景昌, 1634 ~ 1694)
        - 외손녀 : 이신현(李藎賢)의 처

      - 차녀 : 김혜영(金惠英, 1604 ~ ?)
      - 사위 : 파평 윤씨 윤운거(尹雲擧)
      - 장남 : 김수인(金壽仁, 1608 ~ 1660)
      - 며느리 : 현감(縣監) 성홍헌(成弘憲)의 딸 창녕 성씨
        - 손자 : 김성우(金盛遇, 1630 ~ 1657)
        - 손자 : 김성운(金盛運, 1633 ~ ?)
        - 손녀 : 양주 조씨 조윤석(趙胤錫)[11]의 처
        - 손녀 : 이창근(李昌根)의 처

      - 3녀 : 김해영(金解英, 1611 ~ ?)
      - 사위 : 한산 이씨 이정기(李廷夔)
        - 외손자 : 이자(李澬)
        - 외손자 : 이행(李涬, 1657 ~ 1702)
        - 외손자 : 이항(李沆)
        - 외손녀 : 윤해(尹楷)의 처
        - 외손녀 : 남원 윤씨 윤거(尹攀)의 처
        - 외손녀 : 대구 서씨 서문제(徐文濟)[12]의 처
        - 외손녀 : 대구 서씨 서종보(徐宗普)의 처
        - 외손녀 : 광산 김씨 김만길(金萬吉)의 처

      - 4녀 : 김일영(金一英, 1615 ~ ?)
      - 사위 : 금천 강씨 강문명(姜文明)[13]
        - 외손자 : 강구망(姜久望)
        - 외손자 : 강후망(姜後望, 1641 ~ 1722)
        - 외손녀 : 안식(安軾)의 처
        - 외손녀 : 이익(李榏)의 처
        - 외손녀 : 권상(權商)의 처

      - 5녀 : 김이영(金二英, 1620 ~ ?)
      - 사위 : 연안 이씨 이회(李恢)
      - 차남 : 김수민(金壽民, 1623 ~ 1652)
      - 며느리 : 윤형각(尹衡覺)의 딸 남원 윤씨
        - 손자 : 김성달(金盛達, 1642 ~ 1696)
        - 손자 : 김성적(金盛廸, 1643 ~ 1699)
        - 손자 : 김성도(金盛道, 1662 ~ 1707)
        - 손녀 : 장시현(張始顯)의 처
        - 손녀 : 함양 여씨 여필관(呂必寛)의 처
        - 손녀 : 광주 이씨 이조원(李肇源)의 처

      - 3남 : 김수빈(金壽賓, 1626 ~ 1676)
      - 며느리 : 승지(承旨) 정인경(鄭麟卿)의 딸 온양 정씨
      - 며느리 : 군수(郡守) 이선기(李善基)의 딸 전의 이씨
      - 모 미상[14]
        - 손자 : 김성익(金盛益, 1663 ~ 1715)
        - 손녀 : 이유수(李有壽)의 처
        - 손녀 : 기계 유씨 유하기(兪夏基)의 처
        - 손녀 : 전주 이씨 이건명(李健命)의 처
        - 손녀 : 덕수 이씨 이집(李㙫)의 처
        - 손녀 : 안동 권씨 권응(權譍)의 처
        - 손자 : 김성절(金盛節)

## 같이 보기
- 김상용
- 김상헌
- 강빈옥사
- 강문명
- 민회빈 강씨
- 병자호란
- 정묘호란